# Nicole Frain
Nicole Louise Frain, née le 14 août 1992 à Launceston en Tasmanie, est une coureuse cycliste australienne. Elle court pour la formation Parkhotel Valkenburg. En 2022, elle devient championne d'Australie sur route.

## Biographie
Lors de la 2ème étape du Tour de France Femmes 2022, elle percute l'italienne Marta Cavalli à pleine vitesse, entraînant l'abandon de la coureuse italienne et la colère d'une grande partie du peloton et des réseaux sociaux jugeant cette manière de courir indigne.
En 2024, elle se classe 10e du Women’s Tour Down Under en début de saison. Au mois de juillet, elle remporte la 1er étape du Tour de Charente-Maritime féminin et endosse provisoirement le maillot de leader du classement général. Dépossédée de sa tunique dès la deuxième étape, elle termine finalement septième du classement général de cette course.

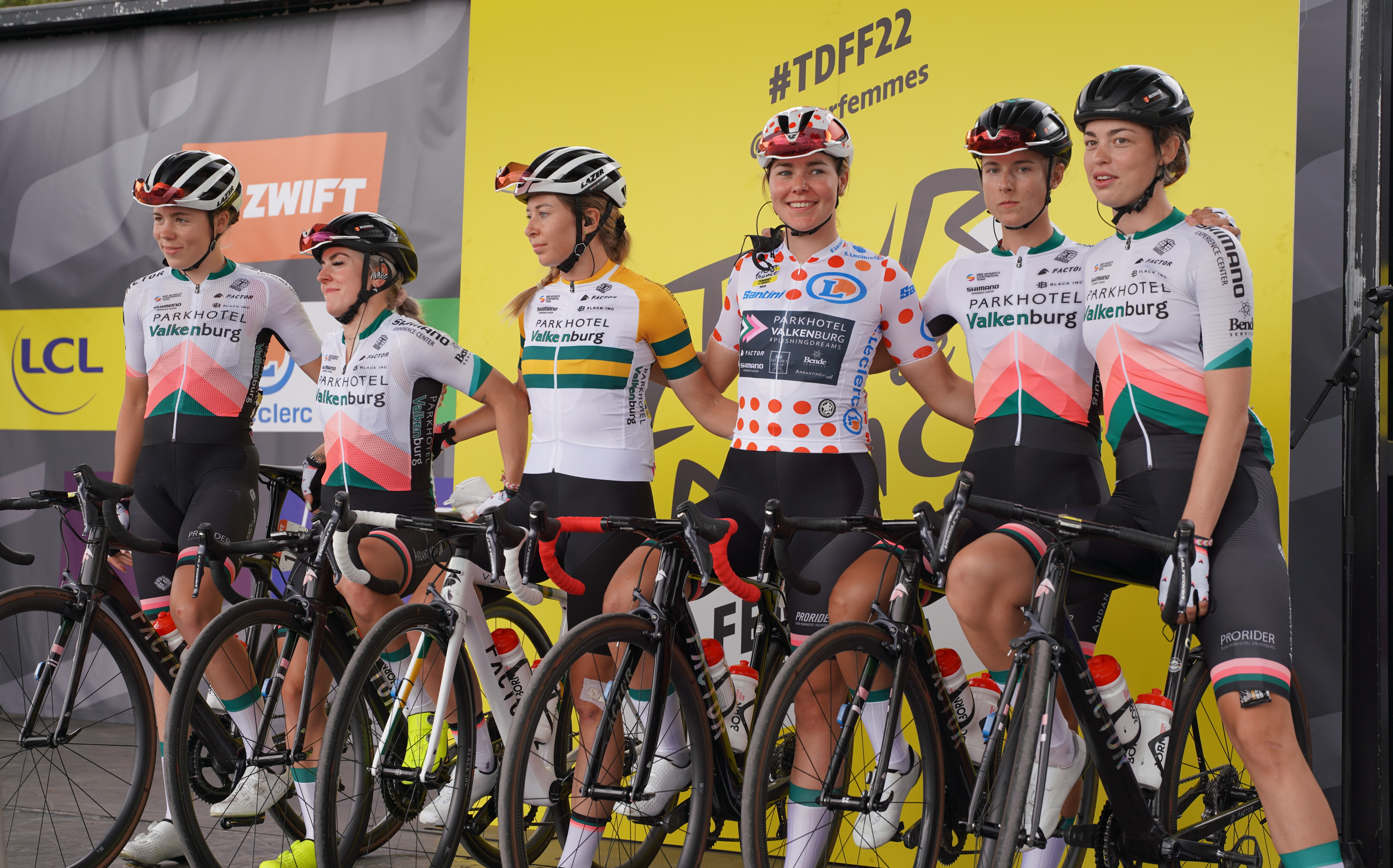
Lors du Tour de France Femmes 2022 avec son équipe Équipe cycliste féminine Parkhotel Valkenburg portant son maillot de championne d'Australie.

## Vie privée
En 2014, elle est impliquée dans un accident de voiture entraînant la mort d'un homme de 78 ans. Elle se serait endormie en conduisant. Elle a été condamnée à une peine avec sursis pour cet accident.

## Palmarès sur route

### Par années
- 2019
  -  Médaillée d'argent du championnat d'Océanie du contre-la-montre
  - 2e de la Baw Baw Classic
- 2020
  - 2e étape du Tour of the Tweed
  - 3e du Tour of the Tweed
- 2021
  - 3e du championnat d'Australie du contre-la-montre
  - 3e de la Melbourne to Warrnambool Classic
- 2022
  -  Championne d'Australie sur route
- 2024
  - 1re étape du Tour de Charente-Maritime
  - 10e du Women's Tour Down Under

### Résultats sur les grands tours

#### Tour de France
1 participation
- 2022 : abandon (7e étape)

### Classements mondiaux
| Année                                 | 2019 | 2020 | 2021 | 2022 | 2023 | 2024 |
| ------------------------------------- | ---- | ---- | ---- | ---- | ---- | ---- |
| Classement UCI                        | 236e | 720e | 499e | 177e | 570e | 274e |
| UCI World Tour                        | nc   | nc   | nc   | nc   | 186e | 139e |
|                                       |      |      |      |      |      |      |
| Légende : nc = non classéSource : UCI |      |      |      |      |      |      |